# Търси се вила за лятото
„Търси се вила за лятото“ (на шведски: Sommarnöje sökes) е шведска комедия от 1957 година на режисьора Хасе Екман с участието на Ева Далбек, Гунар Бьорнстранд и Биби Андершон.

## Сюжет
Ингеборг Далстрьом (Ева Далбек) е редактор в шведския вестник Svenska Dagbladet, която иска да наеме вила, за да прекара лятната си отпуска. Тя заедно със съпруга си Густаф (Гунар Бьорнстранд) и седемнадесетгодишната им дъщеря Мона (Биби Андершон), заминават за Стокхолмския архипелаг, за да видят на място вилата, която Ингеборг е открила чрез обява. Оказва се обаче, че мъжът от когото наемат къщата проявява интимен интерес към Ингеборг. Но не само тя е ухажвана, а и Густаф...

## В ролите
- Ева Далбек като Ингеборг Далстрьом
- Гунар Бьорнстранд като адвокат Густаф Далстрьом
- Биби Андершон като Мона Далстрьом
- Биргите Реймер като Лизи
- Алф Киелин като Арне Форсман, артиста
- Клаес-Хекен Вестергрен като Том Екермарк
- Сиге Фюрст като Нисе Персон